# Gorzów Wielkopolski Zieleniec
Gorzów Wielkopolski Zieleniec – stacja kolejowa w Zieleńcu; w Gorzowie Wielkopolskim, w województwie lubuskim.

## Wymiana pasażerska
| Rok  | Wymiana pasażerska na dobę |
| ---- | -------------------------- |
| 2017 | 0-9                        |
| 2022 | 0-9                        |

## Połączenia
- Zbąszynek
- Gorzów Wielkopolski
- Zielona Góra